# 彭勖
彭勗，字祖期，江西吉安府永豐縣人。明朝政治人物。

## 生平
永樂十三年（1415年）乙未科進士，除南雄府教授。改建寧教授。英宗正統元年，因楊士奇舉薦，授監察御史。初設提學官，命督南畿學校。之後請設南京諸衛武學。之後母丁憂而歸，隨後改為吏部考功郎中，出任山東按察使副使。土木之變後，以直言不容，致仕歸鄉。